# Metcalfiella semitecta
Metcalfiella semitecta är en insektsart som beskrevs av Walker. Metcalfiella semitecta ingår i släktet Metcalfiella och familjen hornstritar. Inga underarter finns listade i Catalogue of Life.